# Lista za čisto pitno vodo
Lista za čisto pitno vodo (LZČPV) je bila slovenska neparlamentarna politična stranka. Zadnji predsednik stranke je bil Mihael Jarc. 
Stranka je sodelovala na državnozborskih volitvah v Sloveniji leta 2008.